# Șpakiv, Kozeleț
Șpakiv (în ucraineană Шпаків) este un sat în comuna Krasîlivka din raionul Kozeleț, regiunea Cernihiv, Ucraina.

## Demografie
Componența lingvistică a localității Șpakiv
     Ucraineană (100%)
Conform recensământului din 2001, toată populația localității Șpakiv era vorbitoare de ucraineană (100%).